# 佩纳达姆

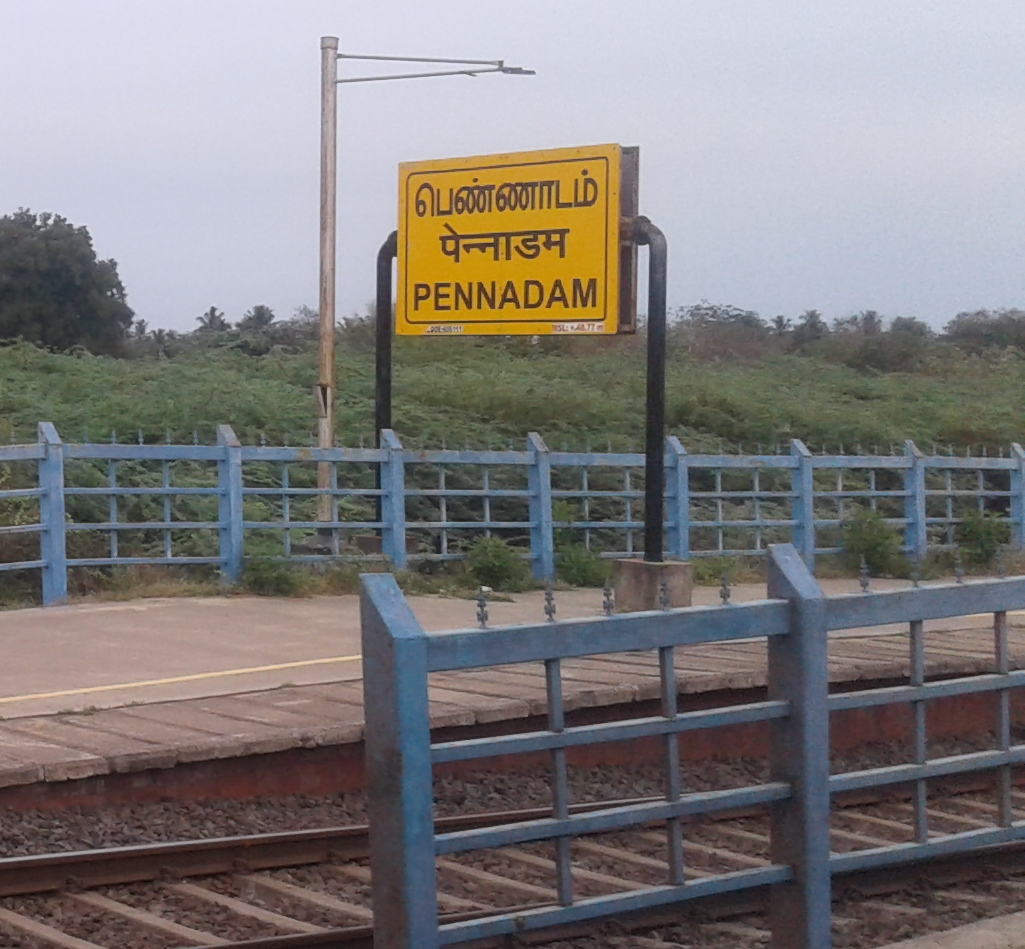
佩纳达姆 火車站

佩纳达姆（Pennadam），是印度泰米尔纳德邦Cuddalore县的一个城镇。总人口17142（2001年）。

## 人口
该地2001年总人口17142人，其中男性8687人，女性8455人；0—6岁人口1950人，其中男989人，女961人；识字率64.60%，其中男性为73.01%，女性为55.97%。